# Kubuli
Kubuli is een biermerk uit Dominica. Het bier wordt gebrouwen in Dominica Brewery & Beverages Ltd te Loubiere. 
Het is een blonde lager met een alcoholpercentage van 5%. De brouwerij is operationeel vanaf 31 oktober 1995. Het bier wordt geëxporteerd naar St. Thomas, St. Croix, Tortola, Anguilla, Antigua, St. Kitts, Montserrat, Martinique, Guadeloupe, St Lucia en Barbados.